# St. Wolfgang (Haidhausen)

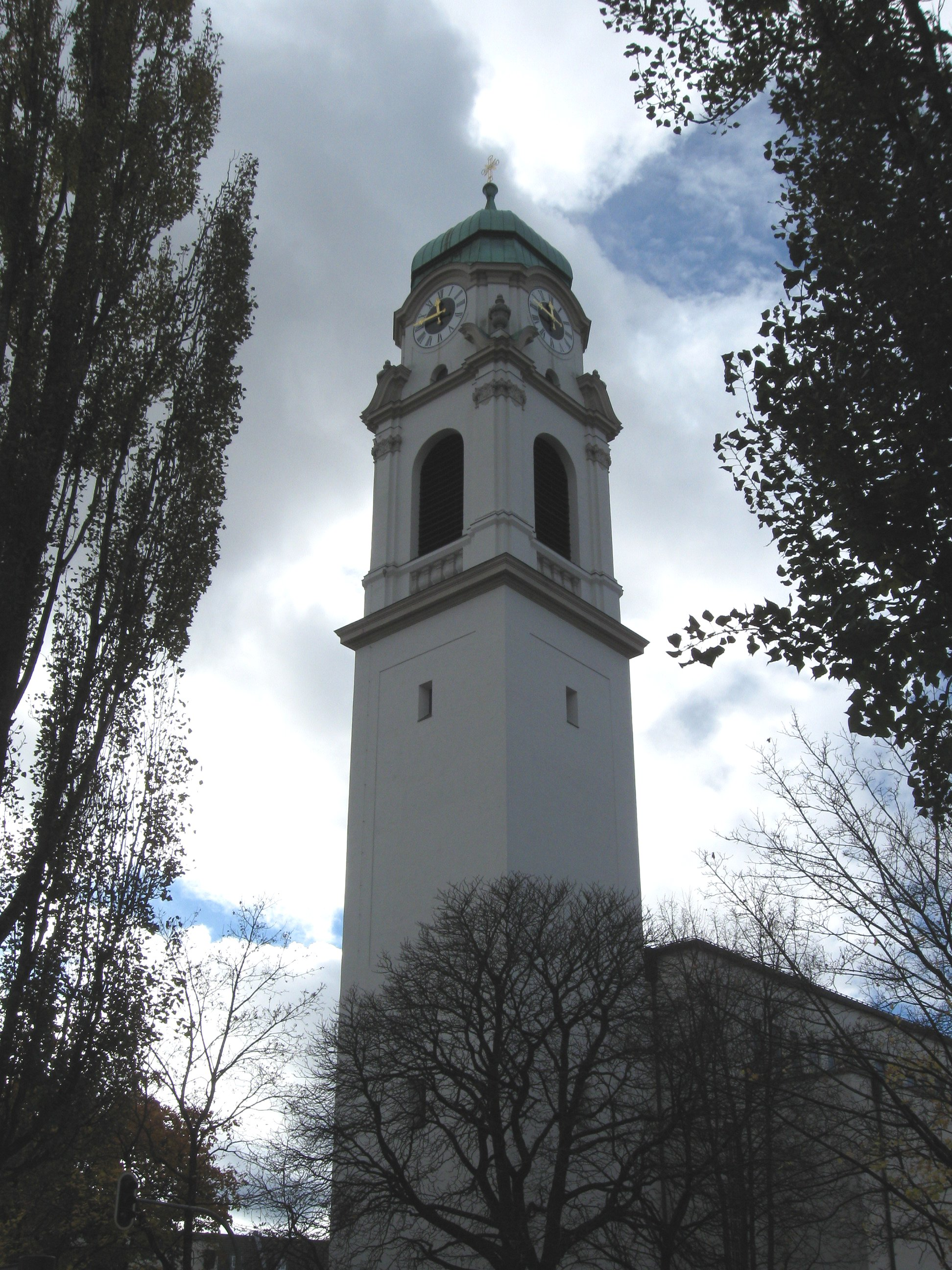
Der erhaltene Kirchturm von St. Wolfgang

Die Pfarrkirche St. Wolfgang ist eine neubarocke Kirche im Münchner Stadtteil Haidhausen am St.-Wolfgangs-Platz.

## Geschichte
Die Kirche wurde zwischen 1915 und 1920 nach Plänen des Münchner Architekten Hans Schurr errichtet. Die Weihe zu Ehren des Regensburger Bischofs Wolfgang von Regensburg fand 1920 statt. Der Bau wurde durch Bombenangriffe während des Zweiten Weltkriegs nahezu zerstört. Lediglich der Turm der Kirche blieb erhalten.
Zwei Jahrzehnte lang dienten Behelfsbauten der Kirchengemeinde als Gotteshaus. Diese wurden erst in den Jahren 1964 bis 1966 durch einen Neubau ersetzt. Der Architekt Michael Steinbrecher schuf mit Hilfe von großen rückwärtigen Glasfenstern einen hell durchleuchteten Kirchenraum. Die Fenster schuf der Grafinger Künstler Alfred Schöpffe (1917–1992). Von ihm stammt auch das Mosaikrelief Die Wiederkunft Christi inmitten von Menschengruppen an der Rückwand des Altarraumes.

## Orgel

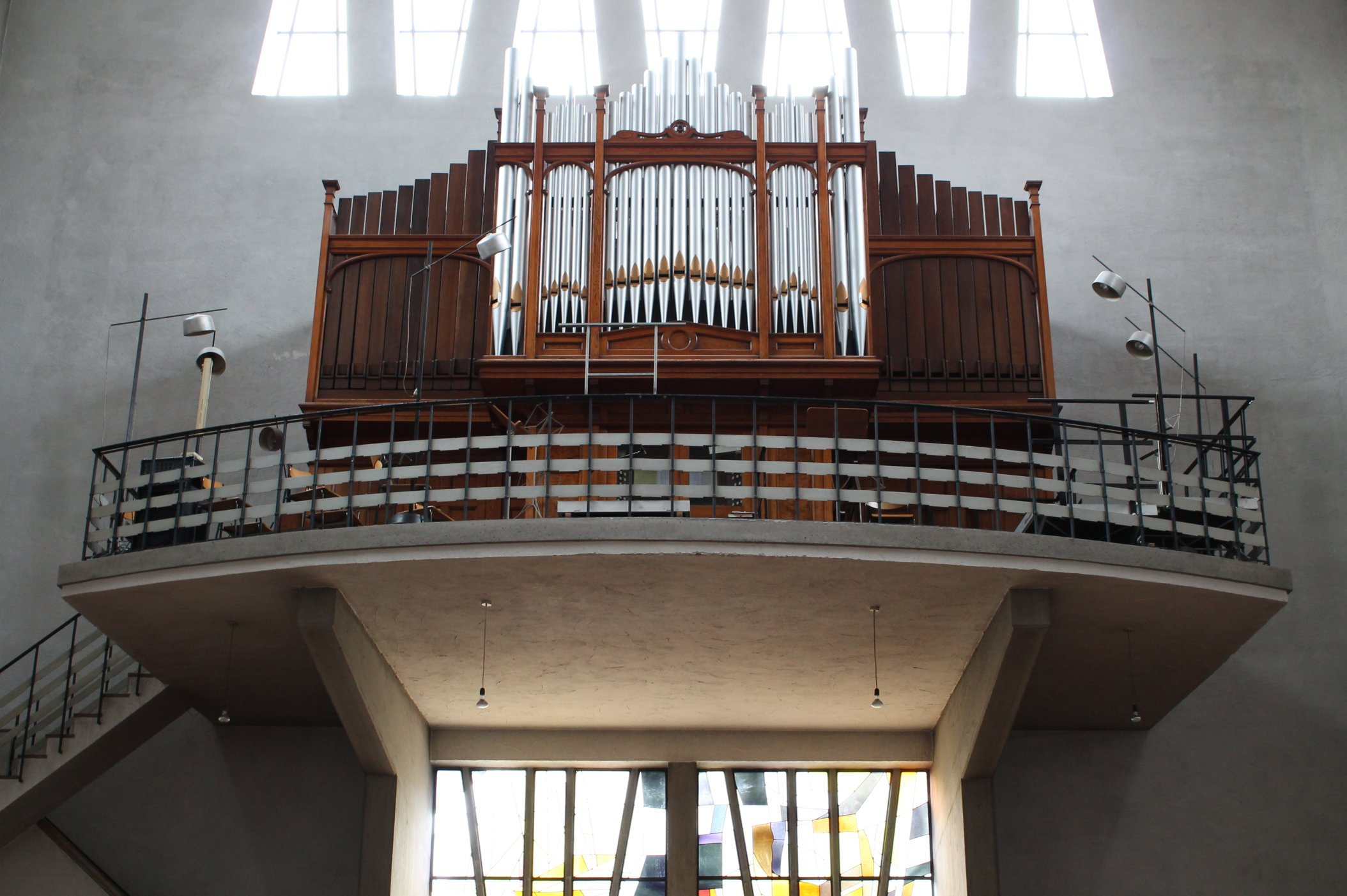
Orgel

Die Orgel von St. Wolfgang wurde 1907 von dem englischen Orgelbauer Albert Keates (Sheffield) erbaut und 2004 von Münchner Orgelbau Johannes Führer wieder aufgebaut. Es ist das erste und einzige original englische Instrument mit symphonischen Charakter in Bayern. Das Schleifladen-Instrument hat 28 Register auf drei Manualen und Pedal mit Barkervorrichtung. Die Spieltrakturen sind mechanisch, die Registertrakturen pneumatisch. Die Choir-Organ war in dem Instrument angelegt und wurde erst in Bayern rekonstruiert. Die Segnung der Orgel erfolgte am 20. November 2004.
Disposition:
| II Great Organ C–c4 |                     |    |
| 1.                  | Large Open Diapason | 8′ |
| 2.                  | Rohrflute           | 8′ |
| 3.                  | Dulciana            | 8′ |
| 4.                  | Principal           | 4′ |
| 5.                  | Harmonic Flute      | 4′ |
| 6.                  | Fifteenth           | 2′ |
| 7.                  | Clarionet           | 8′ |

| III Swell Organ C–c4 |                  |       |
| 8.                   | Double Diapason  | 16′   |
| 9.                   | Open Diapason    | 8′    |
| 10.                  | Lieblich Gedackt | 8′    |
| 11.                  | Viol da Gamba    | 8′    |
| 12.                  | Voix Celeste     | 8′    |
| 13.                  | Principal        | 4′    |
| 14.                  | Wald Flute       | 4′    |
| 15.                  | Mixture          | 2 ⁄3′ |
| 16.                  | Cornopean        | 8′    |
| 17.                  | Oboe             | 8′    |
| 18.                  | Vox Humana       | 8′    |
|                      | Tremulant        |       |

| I Choir Organ C–c4 |                 |    |
| 19.                | Harmonic Flute  | 8′ |
| 20.                | Concert Flute   | 4′ |
| 21.                | Mixture III     | 2′ |
| 22.                | Tuba            | 8′ |
| 23.                | Orchestral Oboe | 8′ |

| Pedal Organ C–f1 |                   |     |
| 24.              | Open Diapason     | 16′ |
| 25.              | Subbass           | 16′ |
| 26.              | Oktave            | 8′  |
| 27.              | Bass Flute        | 8′  |
| 28.              | Trombone/Conacher | 16′ |

- Koppeln: I/II, III/I, III/II, III 16'/III, III 4'/III, I/P, II/P, III/P,

## Glocken
Der Turm beherbergt fünf Glocken der Glockengießerei A. Bachert (Heilbronn) aus dem Jahr 1950. Die Schlagtonfolge gleicht der von St. Gabriel. Jeden Samstag um 15 Uhr wird mit der großen h°-Glocke solistisch für acht Minuten der Sonntag eingeläutet. Zum Sonntagsamt erklingt für fünf Minuten das Vollgeläute.
Übersicht
| Glocke | Durchmesser | Gewicht | Schlagton |
| ------ | ----------- | ------- | --------- |
| 1      | 1685 mm     | 2544 kg | h°-1      |
| 2      | 1405 mm     | 1520 kg | d'+0      |
| 3      | 1265 mm     | 1042 kg | e'-2      |
| 4      | 1125 mm     | 0757 kg | fis'-2    |
| 5      | 0950 mm     | 0431 kg | a'+0      |